# 銀河鉄道の夜
『銀河鉄道の夜』（銀河鐵道の夜、ぎんがてつどうのよる）は、宮沢賢治の童話作品。孤独な少年ジョバンニが、友人カムパネルラと銀河鉄道の旅をする物語で、宮沢賢治童話の代表作のひとつとされている。
作者の死により未定稿のまま遺されたこと、多くの造語が使われていることなどもあって、研究家の間でも様々な解釈が行われている。この作品から生まれた派生作品は数多く、これまで数度にわたり映画化やアニメーション化、演劇化された他、プラネタリウム番組が作られている。

## 成立
1924年ごろに初稿が執筆され、晩年の1931年頃まで推敲が繰り返された後、1933年の賢治の死後、草稿の形で遺された。初出は1934年刊行の文圃堂版全集（高村光太郎ら編。全国書誌番号:47022638。）である。未定稿のため本文の校訂が研究者を悩ませてきたが、筑摩書房版全集（『校本宮澤賢治全集』、1974年）の編集過程で綿密な検討が行われ、第1次稿から4次稿まで3回にわたって大きな改稿が行われたことが明らかになった。
第1-3次稿（初期形）と第4次稿（最終形）の間には大きな差異がある。「銀河鉄道の夜」という題名や、冒頭の三章分、そして結末のカムパネルラが川で行方不明になる挿話などは第4次稿で追加されたものである。また、第3次稿までは「銀河鉄道の旅はブルカニロ博士（後述）の実験により主人公が見た夢だった」という設定であるが、最終形に博士は登場しない。
文圃堂版全集以来長く読まれてきた刊本では、ブルカニロ博士の存在が大きな位置を占めていたが、博士の登場しない展開が最終形であることが判明しており、校本全集以降の刊本では博士の登場する展開を「初期形」として別作品と扱っている。以下のあらすじは第4次稿（最終形）によるものである。
なお、「最終形」とは「第4次稿以後の改稿が確認されていない」という意味であり、「賢治が第4次稿を決定稿とし、これをもって正式な作品とみなした」という事ではない。

## あらすじ

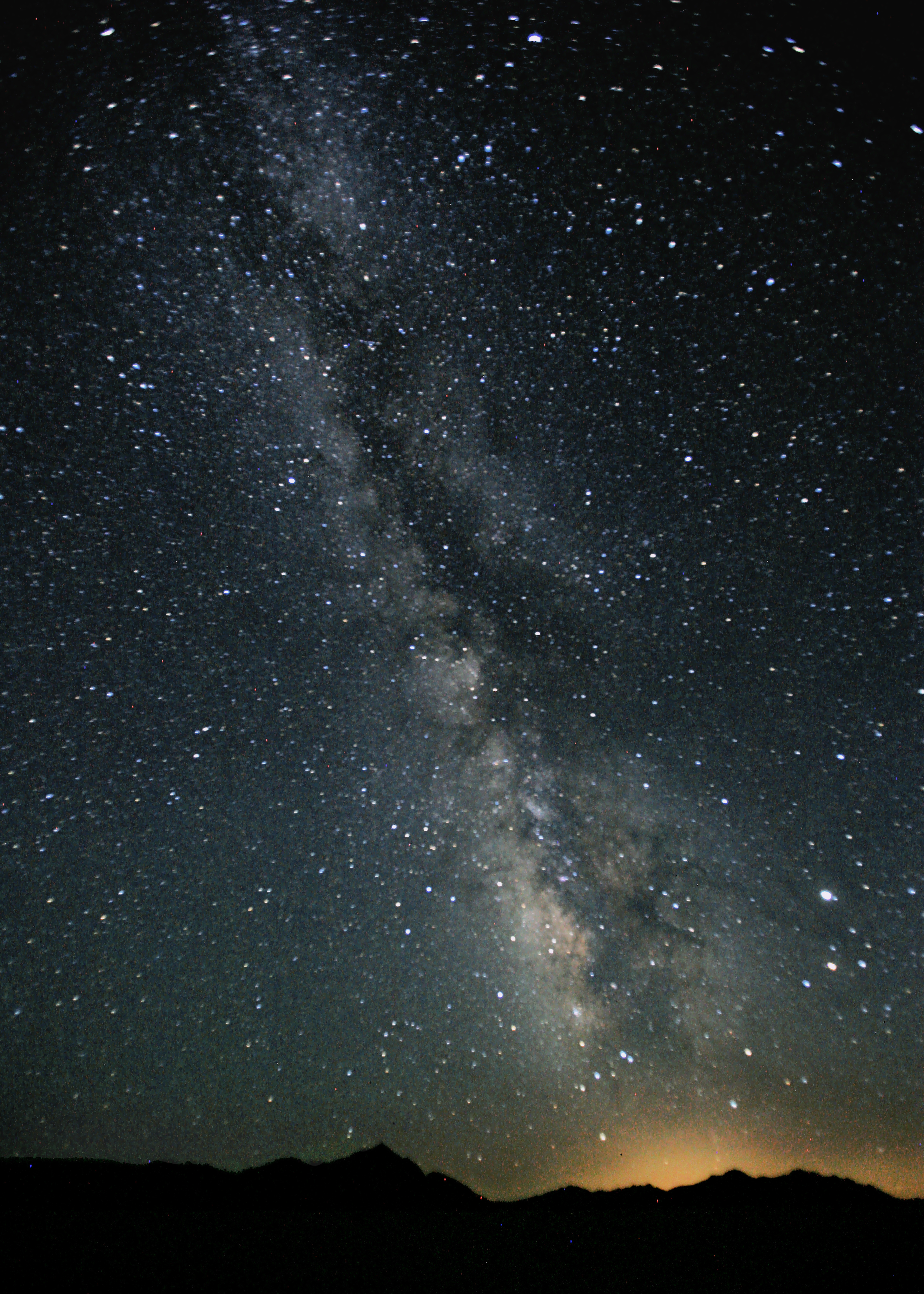
天の川（7月22日）

（草稿で実際に章番号が振られているのは「一、」と「三、」のみで、他は全集での校訂時に補われたものである）
一、午后の授業
銀河系の構造についての授業。天の川について先生に質問されたジョバンニは、答えを知りつつ気もそぞろに答えることができない。次に指されたカムパネルラも、答えない。
二、活版所
放課後、ジョバンニは活版所で活字拾いのアルバイトをする。仕事を終えたジョバンニは、パンと角砂糖を買って家へ急ぐ。
三、家、
家に帰ると牛乳が未だ配達されていない。
病気の母親と、北方へ漁に出たきり帰ってこない父のことやカムパネルラのことなどを話す。ジョバンニは、銀河のお祭り（烏瓜のあかりを川へ流す）を見に行く、と言って家を出る。
四、ケンタウル祭の夜
牛乳屋（牧場）に行くが、出てきた老婆は要領を得ず、牛乳をもらえない。途中で、同級生のザネリたちに会い、からかわれる。一緒にいたカムパネルラは気の毒そうに黙って少し笑っている。銀河のお祭りを楽しむザネリたちと別れて、ジョバンニは一人町外れの丘へ向かう。
五、天気輪の柱
天気輪の柱の丘でジョバンニは一人寂しく孤独を噛み締め、星空へ思いを馳せる。
六、銀河ステーション
突然、耳に「銀河ステーション」というアナウンスが響き、目の前が強い光に包まれ、気がつくと銀河鉄道に乗っている。見るとカムパネルラも乗っていた。
七、北十字とプリオシン海岸
北十字の前を通った後、白鳥の停車場で20分停車する。二人はその間にプリオシン海岸へ行き、クルミの化石を拾う。大学士が牛の祖先の化石を発掘している現場を見る。
八、鳥を捕る人
気のいい鳥捕りが乗車してくる。彼は、鳥を捕まえて売る商売をしている。ジョバンニとカムパネルラは鳥捕りに雁を分けてもらい食べるが、お菓子としか思えない。突然鳥捕りが車内から消え、川原でさぎを捕り、また車内に戻ってくる。
九、ジョバンニの切符
（以下、全体のおよそ半分にわたり章立てはない）
アルビレオの観測所の近くで検札があり、ジョバンニは自分の切符だけが天上でもどこまででも行ける特別の切符であると知る。
鷲の停車場のあたりで、鳥捕りが消え、青年と姉弟が現れる。彼らは、乗っていた客船が氷山に衝突して沈み、気がつくとここへ来ていたのだという。かおる子（姉の少女）とは長い会話を交わす。
蠍(さそり)の火を眺めながら、かおる子は「やけて死んださそりの火」のエピソードを話しはじめ、ジョバンニたちは、黙ってそれを聞く。その後列車はケンタウルの村を通過する。少女たちと別れ際に、「たった一人の本当の神様について」宗教的な議論が交わされる。
天上と言われるサウザンクロス（南十字）で、大半の乗客たちは降りてゆき、ジョバンニとカムパネルラが残される。二人は「ほんとうのみんなのさいわい」のために共に歩もうと誓いを交わす。その直後、車窓に現れた石炭袋を見たふたりは、非常な恐怖に襲われる。ジョバンニはカムパネルラをはげますが、カムパネルラは気の乗らない返事をしたのち、「あすこにいるのぼくのお母さんだよ」といい残し、いつの間にかいなくなってしまう。
一人丘の上で目覚めたジョバンニは町へ向かう。今度は牧場で牛乳をもらい、川の方へ向かうと「こどもが水へ落ちた」と知る。同級生から、カムパネルラは川に落ちたザネリを救った後、溺れて行方不明になったと聞かされる。カムパネルラの父（博士）は既にあきらめていた。博士は、ジョバンニの父から手紙が来た、もう着く頃だとジョバンニに告げる。ジョバンニは胸がいっぱいになって、牛乳と父の知らせを持って母の元に帰る。

## 解説
| 「 | けれどもほんたうのさいはひは一体何だらう。 | 」 |
|    |                                            |    |

漁から戻らない父のことでクラスメイトにからかわれ、朝夕の仕事のせいで遊びにも勉強にも身が入らない少年ジョバンニは、周りから疎外され、あたかも幽霊のような存在として描かれている。
星祭りの夜、居場所を失い、孤独をかみしめながら登った天気輪の丘で、銀河鉄道に乗り込み、親友カムパネルラと銀河めぐりの旅をしばし楽しむ。二人は旅の中で出会う様々な人の中に次々と生きる意味を発見して行く。旅の終わりにジョバンニはさそりの話に胸を打たれて、カムパネルラに、みんなの本当の幸いのためにどこまでも一緒に行こうと誓い合うが、カムパネルラは消えてしまう。悲しみのうちに目覚めたジョバンニは、まもなくカムパネルラが命を犠牲にして友達を救った事実を知る。この瞬間、ジョバンニは銀河鉄道の旅が何を意味していたのか気づいて、みんなの本当の幸いのために尽くすことに、生きる意味を悟った。
さらに父が間もなく帰ってくることを知らされ、勇気づけられる。こうしてジョバンニは星祭りの夜、幽霊であった自分と決別して、母の元に戻ったのである。

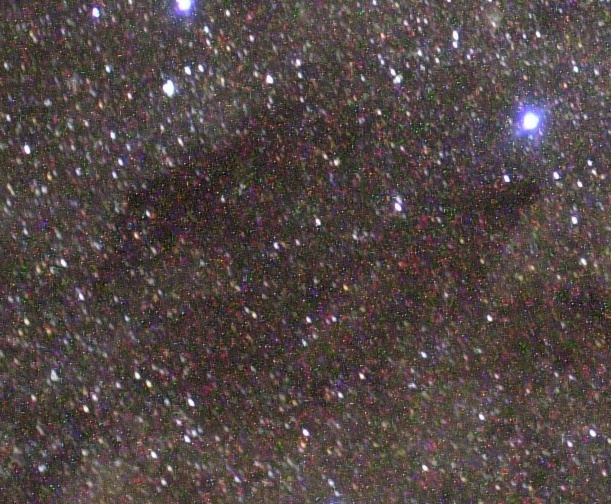
みなみじゅうじ座の石炭袋。上方の明るい2つの星はβ星とα星。

銀河鉄道の旅は、銀河に沿って北十字から始まり南十字で終わる異次元の旅であり、ふたつの十字架はそれぞれ石炭袋を持っている。石炭袋が一般に暗黒星雲だと知られるようになったのは最近のことであり、かつては天文分野の専門書でもしばしば「空の穴」と表現されていた。賢治は南北ふたつの石炭袋を冥界と現世を結ぶ通路として作品を構成したとされている。
南十字の天上に行かなかったカムパネルラの行方については、ブルカニロ編にふれ輪廻したという解釈や、母の記述にふれ、万物の母の元に帰ったという解釈など、様々に解釈されていて定説はない。
『銀河鉄道の夜』の成立には、賢治が盛岡高等農林学校在学時から親密な関係を築いた一年後輩にあたる保阪嘉内の影響が大きく関係していると考える研究者もおり、作品中の様々なモチーフに、20代の頃に賢治と嘉内とが二人で登山し夜を通して共に語り合った体験が色濃く反映され、登場人物の「ジョバンニ」を賢治自身とするなら、「カムパネルラ」は保阪嘉内をあらわしていると考える研究者もいる。ただし第4稿におけるカムパネルラのモデルは、賢治の死別した妹トシであるとする説がある。
登場人物の名前について、「ジョバンニ」はイタリアの洗礼名のひとつ（ラテン語におけるヨハンネス）に由来し、「カムパネルラ」は神学者トマソ・カンパネッラ（ちなみに幼名は「ジョヴァンニ・ドミニコ」）からとったという推定がある。天沢退二郎は、作品の成立にいたる草稿の中では、賢治が「ジョバンニ」と「カムパネルラ」の混同ないし混同しかけていた形跡から、「ジョバンニ」と「カムパネルラ」というネーミングに隠れた、双子性に光を当てている。ちなみにイタリア語のCampanellaは「鐘」を意味する単語である。

## 登場人物
ジョバンニ
孤独で空想好きな少年。歳は授業内容や仕事から思春期前とわかる。家は貧しく、母親が病気で寝込んでいるので、早朝には新聞配達、学校が終わってからは活版所でアルバイトをしている。父親は長らく家に帰っていない。漁に出ているとジョバンニは信じているが、らっこを密猟して投獄されていると噂され、近所の子供たちはそのことでジョバンニをからかう。結婚して別に住む姉がいて、料理を作ってくれたりする。
カムパネルラ
ジョバンニの同級生で親友。父親同士も親友だった。裕福で人気者の優等生として描かれている。彼の母親は石炭袋にいたことから亡くなっていると推察される。しかしジョバンニの「何もひどいことない」という言葉から健在な母親もいるのではないかという見方もあり、一見幸福そうなカムパネルラの複雑な生い立ちが覗われる。他の同級生がジョバンニをからかうときは気の毒そうにしている。ジョバンニとともに銀河鉄道に乗り込み、共に旅する。
現代表記として「カンパネルラ」を採用する書籍もある（原文でも一部「カンパネルラ」と表記された箇所がある）。
モデルと推測される人物に河本緑石、保阪嘉内（この2名は盛岡高等農林学校で賢治と親交があった）、宮沢トシ（賢治の実妹）がいる。
先生
ジョバンニの学校の先生。
ザネリ
ジョバンニの同級生｡仲間と共に「お父さんから、らっこの上着が来るよ」と言ってジョバンニをからかう。烏瓜のあかりを流す際に川に落ち、カムパネルラに助けられる。
ジョバンニの母
病気で床に臥せっており、ジョバンニが幼くして働かざるをえない要因の一つとなっている。作中では病状は不明であるが、会話の中で昔を振り帰ったジョバンニが「昔は良かった」と言っていたことからジョバンニが本編よりも幼い時は健康であったかと思われる（あるいは病状が軽かった）。
大学士（学者）
途中下車した先で出会う。学説を証明するため、ウシの祖先の化石を発掘している。初めて会うジョバンニ達に対して丁寧な態度で接していることから紳士的な人物だと思われるが、不慣れな作業員に対してはついつい言動が荒くなってしまう。
鳥捕り
銀河鉄道の乗客の一人。雁やさぎなどの鳥を捕まえ、押し葉にして食用に売る商売をしている。
燈台看守（燈台守）
銀河鉄道の乗客の一人。灯台の明かりを規則どおりに間歇させるのが仕事。
女の子（かおる子）、男の子（タダシ）、青年
12歳くらいの姉、6歳くらいの弟と、その家庭教師。乗っていた太平洋を走る船が氷山に衝突して沈み、気がつくと銀河鉄道に乗っていた。回想の話から現世ではすでに亡くなっていることがわかる。
第2次稿の初形（初期形二）までは女の子が3人姉妹となっていた。変更後も原文では一部修正されていない箇所がある。
ブルカニロ博士
初稿から第3次稿まで登場しており物語に関わる存在であったが、第4次稿では全てのシーンがカットされた。
「やさしいセロのような声」をした大人。ジョバンニが銀河鉄道に乗ったのは博士の実験によるものだった。銀河鉄道内では、どこからともなく声が聞こえるか、乗客として現れる。ジョバンニにものの見方や考え方などを指し示す。
マルソ
第4次稿にのみ登場。
ジョバンニにカムパネルラが川に流されたことを伝えた人物。ジョバンニの同級生（ただし明言されてはいない）。
カムパネルラの父（博士）
第4次稿にのみ登場。
ジョバンニに息子のカムパネルラが川に落ちてから45分たち、生存の可能性が無いことと、ジョバンニの父が帰ってくることを伝える。

## 文庫本の比較
現在の底本として、「校本宮澤賢治全集」の鑑賞用普及版である「新修宮沢賢治全集」（1980年）が主流となっている。
- 『宮沢賢治全集7』筑摩書房〈ちくま文庫〉、1985年12月。ISBN 4-480-02008-X。
新修宮沢賢治全集が底本。異稿（第1次-3次稿）も収録している。
- 『新編銀河鉄道の夜』新潮社〈新潮文庫〉、1992年11月。ISBN 4-10-109205-2。
新修宮沢賢治全集が底本。別に同文庫『ポラーノの広場』に第3次稿が収録されている。
- 『銀河鉄道の夜』角川書店〈角川文庫〉、1996年5月。ISBN 4-04-104003-5。
【新】校本宮沢賢治全集が底本。
- 鎌田東二『宮沢賢治「銀河鉄道の夜」精読』岩波書店〈岩波現代文庫〉、2001年12月。ISBN 4-00-602045-7。
第1次-4次稿を収録。
- 谷川徹三 編『銀河鉄道の夜 他十四篇 童話集』（第80刷改版）岩波書店〈岩波文庫〉、2007年4月。ISBN 4-00-310763-2。
谷川徹三による校訂。第3次稿が混淆した本文で、ブルカニロ博士が登場する。底本は校本全集より前の1956年版全集（筑摩書房）であるが、賢治の弟で研究者の宮沢清六に示唆を受け、草稿の順序を入れ替えた[注釈 7]。

## 用語
銀河のお祭（銀河の祭り）
盛岡市の舟っこ流しがモデルとされる。
星めぐり
宮沢賢治作詞作曲の歌「星めぐりの歌」のこと。
天気輪の柱
造語だが、具体的に何を指すか定説はない。墓場の入り口に設置される天気柱という説や、日没直後に発生する自然現象である太陽柱という説がある。
ケンタウル露をふらせ
銀河のお祭で唱えるまじないのようなかけ声。賢治の造語。射手座であるケイロンは人の生死を分ける医術に長けた人馬神。
ハルレヤ
作中の台詞。校本全集よりも前の全集では誤記とみなして「ハレルヤ」に校訂していたが、いったん「ハレルヤ」と書いて修正した箇所があり、賢治が意図したものである。また、賛美歌が出てくる場面では番号が記されていない。第2次稿の段階では「主よみもとに近づかん」の歌詞が記された箇所があり、校本全集より前はそれに従って「306番」（賢治在世当時の番号。現行では320番）と書き加えられていた。
プリオシン海岸/クルミ/ボス
プリオシン（英: Pliocene）とは地質時代の区分の一つである鮮新世（新第三紀の最後、約533.3万年から約258万年前）または鮮新世に形成された地層（鮮新統）を指す。賢治は花巻市郊外の北上川の川原をイギリス海岸と名づけて化石採取を楽しんでおり、これがプリオシン海岸のモデルと考えられている。2025年現在、イギリス海岸の地層（土澤層）が堆積した年代は鮮新世の次の更新世と考えられているが、執筆当時は鮮新世と考えられていた。
賢治はイギリス海岸でクルミの化石を採取し、1922年に岩手師範学校教諭心得であった鳥羽源藏に鑑定を依頼した。この化石は鳥羽から早坂一郎（当時東北帝国大学助教授）に送られ、早坂によりバタグルミ (Juglans cinerea) と同定された。早坂の現地調査の際、賢治は早坂を採取地に案内しており、早坂はこの化石を報告した論文で賢治に謝辞を述べている。早坂は作中の「大学士」のモデルと考えられている。この化石については、現在はバタグルミではなく、その変種であるオオバタグルミ (Juglans cinerea var. megacinerea) と考えられている。
ボス (Bos) はウシ属を指す学名である。1922年、賢治と稗貫農学校（後の花巻農学校）の生徒達はイギリス海岸で偶蹄目の動物の足跡の化石を発見しており、その発見の様子は短編「イギリス海岸」に描かれている。
鳥を捕る人
物語中かなりの紙面を割いているにもかかわらず、具体的に何を意味するかは特定されていない。米地文夫はこぎつね座の狐の擬人化ではないかという説を発表している。その他大自然から貰ったインスピレーションを童話や小説にして糧にしようとする賢治自身とする説や、キリスト教で使用される聖餅（十字架の入った白い煎餅）を魂の鳥に見立てたとする説などある。
蠍（さそり、原作中では蝎）
蠍の火のエピソードは本作中の重要な箇所で人間の罪、原罪の問題が扱われている。さそり座は、星の寓意を豊饒に使用した宮澤賢治の作品群のなかでももっとも多く現れるものであり賢治が一番好きだった星座と言われている。蠍の火のエピソードで語られる主題は「よだかの星」ときわめて近いものがある。
三角標
作品中、星々は三角標として表現されている。三角標とは三角測量の際に利用した測標（一時標識）である三角覘標（てんぴょう）のこと。これは三角点を設置する際に測量時の目標物とするためのもので、当時は陸地測量部（国土地理院の前身）が全国の地形図作成に当たって位置の基準とする目的で三角覘標を設置していた。「三角標」は三角覘標から賢治が考えた語とする解釈が一般的である。なお登山家の間では三角覘標を三角標と呼んでいた例があり、賢治の1911年の短歌にも数作品に使用例がある。測量に造詣が深かった賢治は、現代のVERAプロジェクトの到来をイメージしていたのではないかと言われている。

## 設定

### 舞台
小説に登場する鉄道のモデルは、宮沢賢治の故郷にあった岩手軽便鉄道とその沿線風景であろうと広く語られることが多いが、モデルについて特定できる記録は存在しておらず、実際には不明である。本文中に動力車が石炭を焚いていない趣旨のセリフが登場することから、当時花巻市内から市西部の温泉地区へ敷かれ、1925年全線開業、1972年まで運行されていた花巻電鉄をモデルにしたと推察する研究者がいる。一方、小説を執筆する直前の1924年、宮沢賢治は花巻農学校の修学旅行引率で北海道苫小牧市を訪れており、同地の王子軽便鉄道・浜線（現JR北海道日高本線）沿線風景をモチーフにしたのではないかと推測する論文も存在する。その他、1923年夏に訪れた樺太庁鉄道樺太東線がモデルではないかとの説も存在する。
小説の挿絵や表紙や絵本、アニメなどでの銀河鉄道は蒸気機関車に牽引される客車として描かれる場合がほとんどであるが、本編中には「この汽車石炭をたいていないねえ」「アルコールか電気だろう」というジョバンニとカムパネルラの会話があるため、通常の石炭で走る汽車ではない。
ブルカニロ博士が登場する未定稿版では、ジョバンニとカムパネルラの会話に対して「スティームや電氣でうごいてゐない。ただうごくやうにきまってゐるからうごいてゐるのだ」と、声が説明している。

## 宗教観
本作とキリスト教の関連がしばしば指摘されるが、宗教学者からは法華経との関連を指摘されている。賢治は、父親が浄土真宗の熱心な信者であったことから、幼少のころから仏教的な環境で育ったが、18歳のときに『漢和対照、妙法蓮華経』を読み、法華経に興味を持った。国柱会の田中智学の講演会を聴いたことをきっかけに、家出をして上京し、国柱会に入信、同会の講師から法華文学の創作を勧められたことから、『銀河鉄道の夜』『注文の多い料理店』『風の又三郎』などの童話を執筆した。後年、国柱会とは一定の距離を置いたものの、法華経への信仰は生涯続いた。

## 翻案作品群

### 漫画
- ますむらひろし『銀河鉄道の夜』朝日ソノラマ〈デュオセレクション〉、1985年。ISBN 4-257-90060-1。
  - 『銀河鉄道の夜』扶桑社〈扶桑社文庫〉、1995年。ISBN 4-594-01698-7。

主要登場人物を人間ではなく擬人化した二足歩行の猫型生物として描いており、後述の1985年のアニメ映画版の原作となった。
最終形と初期形の両方を（前者を1983年に、後者を1985年に）漫画化している。
- 居村眞二『銀河鉄道の夜』暁教育図書〈コミグラフィック日本の文学12〉、1988年。
原作のエピソードが一部省略されている。
- 松田一輝『銀河鉄道の夜』ぎょうせい、1992年。小田切進監修。2010年に新装版として再出版。ISBN 978-4-324-09017-6
- 永島慎二『銀河鉄道の夜』NHK出版、1996年。ISBN 4-14-005265-1。
- 片山愁『銀河鉄道の夜』角川書店〈あすかコミックスDX〉、1996年。ISBN 4-04-852693-6。
原作のエピソードが一部省略されている。
- バラエティ・アートワークス『銀河鉄道の夜』イースト・プレス〈まんがで読破〉、2007年。ISBN 978-4-87257-866-9。
作画者の独自解釈と脚色が（他の漫画化作品に比して）大きく、最終形を基本にしつつ初期形の内容も一部取り入れている。
- 北原文野『銀河鉄道の夜』ホーム社〈MANGA BUNGOシリーズ〉、2010年。ISBN 978-4-8342-6305-3。
- 木野陽『銀河鉄道の夜』学研プラス〈マンガジュニア名作シリーズ〉、2015年。ISBN 978-4-05-203920-1。

### 絵本
- 藤城清治「銀河鉄道の夜」 講談社、1982年12月17日。ISBN 978-4-06-200395-7。

影絵による絵本。1983年には、チェコスロバキアのブラチスラヴァ国際絵本原画展で金のリンゴ賞受賞。2006年12月時点で52刷（DVD ASIN B000P5FY2O の内容紹介より）。

### 映画

#### 銀河鉄道の夜（1985年）

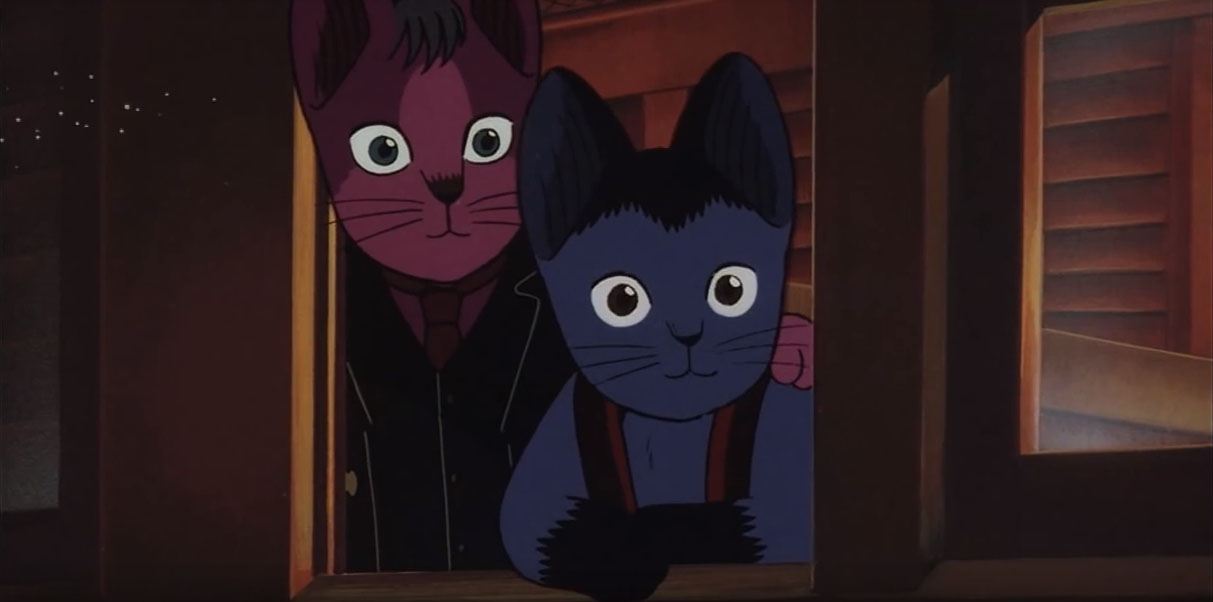
映画本編より

1985年制作の劇場用アニメ映画。同年7月13日公開。毎日映画コンクール・大藤信郎賞受賞作。
- 監督：杉井ギサブロー
- 原案：ますむらひろし
- 脚本：別役実
- 音楽：細野晴臣
- プロデュース：原正人、田代敦巳
- アニメーション制作：グループ・タック
- アニメーション監督：前田庸生
- 美術：馬郡美保子
- 設定デザイン：児玉喬夫
- 作画：江口摩吏介、猿山二郎
- 絵コンテ：杉井ギサブロー、真下耕一、前田康成（現・こうせい）、湯川高光、小林三男、水谷貴哉、小林治、こはなわ ためお ※クレジット順
- 撮影：小山信夫
- 編集：古川雅士
- 効果：柏原満
- 録音：林昌平
- 音響：田代敦巳
- 製作：朝日新聞社、テレビ朝日、日本ヘラルド映画
- 配給：日本ヘラルド映画
- 出演：田中真弓（ジョバンニ）、坂本千夏（カムパネルラ）、堀絢子（ザネリ）、一城みゆ希（マルソ）、島村佳江（ジョバンニの母）、納谷悟朗（カムパネルラの父）、常田富士男（燈台守）、金田龍之介（先生・学者）、大塚周夫（鳥捕り）、渕崎ゆり子（ただし）、中原香織（かおる子）、槐柳二（雑貨屋主人）、青野武（無線技師）、八代駿（活版所の文選エ）、梶哲也（車掌）、新村礼子（老婆）、菊池英博（青年）、仁内建之（警察署長）、倉崎青児（牛乳屋）、山崎哲也、勝田治美、丸山真奈実、渡辺真砂子、新井美由紀（街の人々）
- 配給収入：6億円[32]

劇中に登場するすべての文字はエスペラントで記述され、表題には「Nokto de la Galaksia Fervojo」とエスペラントで併記されている。主要登場人物を人間ではなく擬人化した猫として描いた設定は、ますむらひろしがアニメ版のもとになった漫画化に際して施した脚色である。賢治の実弟である宮澤清六は当初これに反発したが、『校本宮澤賢治全集』の編集者である天沢退二郎らの説得により了承。最終的に作品の仕上がりを評価した。研究者の間では最後まで「猫」への擬人化を了としない向きもあった。これはますむらの著書『イーハトーブ乱入記』（ちくま新書）に詳しい経緯が記されている。なお、漫画版ではズボンに靴まで履いていたのに対して、アニメ版では上着だけと衣服の着用は最低限度なものになっている。
また、この映画を観て「宮沢賢治の原作でも登場キャラクターは猫なのだろう」と勘違いする人が少なからず存在する。小谷野敦も、この様な影響を及ぼした事は好ましくないとして批判している。なお、本作にはタイタニック号の沈没をモチーフとしたエピソードが登場するが、この映画の音楽を担当した細野晴臣の祖父（細野正文）が実際のタイタニック号に乗船していたことが公開当時奇縁として紹介された。またこの歴史的な惨事に配慮して、船舶事故のシーンのみ猫の世界ではなく人間世界に起きたこととしてリアルに描かれており、ジョバンニらと旅をともにする青年と幼い姉弟も人間の姿となっている（漫画版ではジョバンニ達と同じく猫として描かれていた）。青年は、ますむらひろしの代表作『アタゴオル』シリーズの登場人物を基にデザインされている。
エンディングで細野晴臣の音楽に合わせて常田富士男が朗読している詩は、詩集『春と修羅』の「序」の一節である。
1986年7月21日にテレビ放送され、13.2%の視聴率（ビデオリサーチ調べ）を記録した。
2007年9月27日の『BSアニメ夜話』(BS2) でこの作品が取り上げられた。
2009年8月13日には『BS夏休みアニメ特選』(BS2) でこの作品が放送された。
地方局では年末になると深夜に放送する事も多く、また制作にテレビ朝日が関わっていたので既に地上波では何度か放送されている。
近年ではBSやCSで再放送される機会が多い。この映画の原作であるますむらひろしの漫画をはじめ、パンフレット、サウンドトラック等のデザインは羽良多平吉が手掛けている。
映画評論家の淀川長治は、公開当時「十年もたつとこれは名作としての生命をよみがえらす」と述べ絶賛、後に自身のオールタイム・ベストムービーランキングの2位に挙げた。

#### 銀河鉄道の夜 I carry a ticket of eternity
- 2006年制作の劇場用実写映画。

### テレビドラマ

#### 銀河鉄道の夜（1957年）
1957年12月5日・12日、日本テレビに放送されたテレビドラマ。
放送日時
- 前編：1957年12月5日 20:30 - 21:00
- 後編：1957年12月12日 20:30 - 21:00

キャスト
- ジョバンニ - 小林利江
- カムパネルラ - 岡靖子
- ザネリ - 平岡牧子
- 山本清

スタッフ
- 脚本：若林一郎

#### 80年後のKENJI〜宮沢賢治 映像童話集〜「銀河鉄道の夜」
2013年3月6日、NHK BSプレミアムで宮沢賢治没後80年を記念した映像作品による特別番組『80年後のKENJI〜宮沢賢治 映像童話集〜』の第5回と第6回として、それぞれ前編と後編が放送された。実写とCGで映像化した作品となっている。
放送日時
- 前編：2013年3月6日 22:00 - 22:30
- 後編：2013年3月6日 22:30 - 23:00

ストーリー
カムパネルラの死から1年が過ぎ、カムパネルラの父の招きで、カムパネルラの家にやって来たジョバンニが、カムパネルラの父からカムパネルラの最後の1日について聞かれ、それに答える形で銀河鉄道でカムパネルラと旅をした話を語る。回想シーンはほぼ原作通りに展開するが、ジョバンニやカムパネルラをはじめとする少年たちの年齢が高校生くらいに設定されている。また舞台設定は基本的に無国籍（建物はヨーロッパ風）だが、現代の日本のようにも見える部分がある（ジョバンニがイヤホンで音楽を聴いているなど）。
キャスト
- ジョバンニ - 太賀
- カムパネルラ - 染谷将太
- カムパネルラの父 - 田中哲司
- ジョバンニの母 - 冨樫真

スタッフ
- 演出：望月一扶
- CG：白組

### ミュージカル

#### 銀河鉄道の夜（2008年）
2008年、劇団ひまわりのミュージカル。
- 脚本・演出: 中島 透
- 音楽: 西村友
- 振付: 港 ゆりか
- 出演: 熊本野映、石川由依、大河元気、馬場 徹 ほか

キャストが女性中心で構成されたベガ公演と、男性中心で構成されたアルタイル公演の2種類の公演が行われた。

#### 銀河鉄道の夜（2004 - 2007年）
2004 - 2007年、劇団わらび座のミュージカル。
- 台本: 市川森一
- 演出: 中村哮夫
- 音楽: 甲斐正人
- 美術・衣裳: 朝倉摂
- 出演: 窪寺杏、丸山有子 ほか

「本作品は多くのミュージカルが制作されてきたが、どれも納得できない」と台本の市川は語る。その反省を踏まえて「原作に忠実に、余計なことを語らない。」をモットーに「今までの脚本家人生で最高の作品のひとつに仕上がった。」とのこと。

#### バウ音楽詩劇『イーハトーヴ 夢』宮澤賢治「銀河鉄道の夜」
2001年、宝塚歌劇団星組のミュージカル。
- 監修: 柴田侑宏
- 演出: 藤井大介
- 音楽: 高橋城、木川田新
- 振付: 麻咲梨乃、御織ゆみ乃
- 出演: 夢輝のあ、映美くらら、椿火呂花 ほか

#### 星めぐりのうた
2012年、ネルケプランニング企画製作のミュージカル。
- 脚本: 桑原裕子 (KAKUTA)
- 演出・振付: 上島雪夫
- 音楽: 坂部剛
- 楽曲提供：佐橋俊彦、中川晃教、アルケミスト
- 歌詞：こんやしょうたろう（アルケミスト）
- 出演: 中川晃教、山崎育三郎、植木豪、フランク莉奈、岡田亮輔、杉崎真宏、土居裕子 ほか

「銀河鉄道の夜」を題材にしたまったく新しいタイプの 「ソング・ダンス・ミュージカル」。

### 演劇

#### 銀河鉄道の夜（1982年）
東京演劇アンサンブル公演、ブレヒトの芝居小屋。世界で初めて上演権を経て上演。初演1982年2月9日–22日（全14ステージ）、毎年クリスマスにブレヒトの芝居小屋にて上演中。
- 脚本：広渡常敏
- 演出：広渡常敏
- 音楽：林光
- 装置：岡島茂夫
- 舞踊：西田尭

出演：水流梨津美、冨山小枝、松下重人、浅井純彦、熊谷宏平、本多弘典、永野愛理、尾崎太郎 ほか（2015年現在）

#### イーハトーボの音楽劇「銀河鉄道の夜」
こどもの城主催、青山劇場。初演1995年8月3日-7日（全9ステージ）、再演1996年11月23日-30日（全11ステージ）。
- 脚本：能祖将夫
- 演出：白井晃
- 音楽監督：中西俊博
- 舞台美術：小竹信節
- 作詞：さねよしいさ子、宮沢賢治、能祖将夫
- 作曲：中西俊博、さねよしいさ子、宮沢賢治
- 振付：川原あけ美
- 出演：伊崎充則、石村美果（現・石村みか）、清水明彦、さねよしいさ子、赤星昇一郎、岡本麻弥、富浜薫、深貝大輔、陰山泰 ほか

#### 音楽劇「銀河鉄道の夜2020」
KAAT神奈川芸術劇場プロデュース、1995年のイーハトーボの音楽劇「銀河鉄道の夜」を再生。2020年9月20日-10月4日（全10ステージ)  
- 脚本：能祖将夫
- 演出：白井晃
- 音楽監督：中西俊博
- 舞台美術：小竹信節
- 歌：さねよしいさ子
- 振付：川原あけ美
- 出演：木村達成、佐藤寛太、宮崎秋人、岡田義徳、さねよしいさ子、明星真由美、有川マコト、伊達暁、飯森沙百合、伊藤壮太郎、黒田勇、西山友貴、山口将太朗

#### 光速銀河鉄道の夜（賢治島探検記内）
演劇集団キャラメルボックスの成井豊が宮沢賢治作品を数作品を組み合わせて上演したものの一編。銀河鉄道の夜のエピソードを簡潔に展開、ラストには広く知られている最終稿と言われているエピソードだけではなく、初稿から第3稿に入っているブルカニロ博士の台詞も使用している。

#### 想稿 銀河鉄道の夜
劇作家の北村想が、本作をベースとして書き起こした戯曲。

#### 人形演劇 銀河鉄道の夜
2010年1月21-24日 東京都調布市せんがわ劇場で「調布市せんがわ劇場アンサンブル 第7回公演」として上演された。プロの人形遣と、オーディションで公募された出演者が、半年間のワークショップを経て上演した。
- 作劇・演出：黒谷都
- 美術：渡辺数憲、松沢香代
- 作曲：原田依幸
- 照明：アイカワマサアキ
- 音響：尾林真理
- 舞台監督：吉木均
- 出演：ジョバンニ、カンパネルラ、塚田次実、油絵博士、小倉良博、乙顔有希、海津研、後藤まなみ、貞森裕児、たけうちみずゑ、松木章子、宮川聖美、井村淳（特別出演）、石井マリ子（特別出演）

#### 群読音楽劇「銀河鉄道の夜」
桜美林大学プルヌスホールプロデュース／市民参加企画。2007年の初演より毎年夏に桜美林大学プルヌスホールにて上演。市民と学生とプロのアーティストで創るユニークなステージ。
- 脚本・演出：能祖將夫
- 音楽監督：佐山雅弘
- 音楽：ピアノ／佐山雅弘、パーカッション／はたけやま裕
- 舞台美術：濱崎賢二
- 照明：金英秀
- 歌唱指導：大森智子
- 振付・出演：井上大輔
- 出演：オーディションで選ばれた 市民・学生23名
- 企画・制作：桜美林大学パフォーミングアーツ・インスティテュート

#### 影絵劇「銀河鉄道の夜」
1957年（昭和32年）初演、木馬座（藤城清治）による影絵劇。1956年 国際演劇参加読売児童演劇祭奨励賞、日本ユネスコ協会連盟賞受賞、1982年 第37回文化庁芸術祭 優秀賞受賞。
劇を撮影して映像化したDVDも発売されている（「藤城清治 銀河鉄道の夜」（2007/7/18、ASIN B000P5FY2O））。
- 影絵：藤城清治
- 作曲：渡辺浦人
- 脚色：田中清之助
- 演出：北牧子
- 声の出演：加藤道子 他

### プラネタリウム

#### 銀河鉄道の夜 -Fantasy Railroad in the Stars-
2006年制作。KAGAYA studio 制作、音楽は加賀谷玲。
サンシャインスターライトドーム満天（現、コニカミノルタ プラネタリウム満天）で2006年6月17日から11月12日まで上映されたプラネタリウム番組。上映に際してはプラネタリウムの光学式投影装置は使用せず、デジタルの全天周映像システムのみ使用してドームスクリーンに映像を映し出す短編CG映画のような作りになっている。2007年よりコニカミノルタプラネタリウム、五藤光学研究所、リブラの配給により全国各地のプラネタリウムで上映されている。また、2008年4月より70mmフィルム版がエクスプローラーズ・ジャパンの配給により全国各地で上映されている。サンシャインスターライトドーム満天上映版ではナレーションが女優の室井滋であるが、全国上映版のナレーションは声優の桑島法子と大場真人である。
この作品はDVDで市販もされている。本編の長さについては、上映通常版が38分、短縮版が28分なのに対し、DVDは48分と作りこまれている。
2009年、上映版については場面追加や音響面でのバージョンアップがなされ、コニカミノルタ プラネタリウム満天で上映された（2009年6月20日 - 11月23日）。

### ドラマCD

#### 1996年
VOICE LANDより1996年3月5日に発売。
- ジョバンニ：安達忍
- カムパネルラ：松本梨香
- ザネリ：伊倉一恵
- マルソ：亀井芳子
- 先生：関俊彦
- ジョバンニの母：島本須美
- カムパネルラの父：西村知道
- 青年：真殿光昭

#### 2008年
モモグレより、宮沢賢治生誕111周年記念アルバムシリーズとして2008年12月25日に発売。
- ジョバンニ：石田彰
- カムパネルラ：神谷浩史
- タダシ：緒方恵美
- かおる子、先生、マルソ：桑島法子
- 家庭教師、ザネリ、大学士：小野大輔
- 灯台守：大川透
- 鳥獲り：楠見尚己
- ナレーション：野島健児

### 音楽
- CD『銀河鉄道の夜』久石譲
宮沢賢治生誕100年の記念アルバムとして、1996年7月20日に日本コロムビアより発売された。全編が久石によるインストゥルメンタルだが、1曲のみドヴォルザークの「新世界より」第2楽章を久石がアレンジした楽曲が収録されている。ライナーノーツにはくもん出版刊の絵本「銀河夜鉄道の夜」(イラスト：東逸子)の絵を使用している。2013年7月24日にブルースペックCDによるリマスター版が発売された。

### 電子書籍

#### 音楽絵本・銀河鉄道の夜
Appleが開発したiPad用、iPhone及びiPod touch用のアプリケーションとして2011年から市販されている電子絵本。イギリス人翻訳家による英語版も存在する。4次稿を底本とした全文の絵本化が行われておりApple Japanはこのアプリケーションを国語の教科書アプリケーションに推薦している。
- 「音楽絵本・銀河鉄道の夜」

### その他
- 1985年7月7日：朝日新聞紙面、手塚治虫の新聞エッセイ記事：「『銀河鉄道の夜』を読む」※ 第2回日仏文化サミット'85 に参加のためにフランス滞在中に書かれた。
- バラエティー番組『しくじり先生』（2017年1月23日放送内）『世界一受けたい授業』（2018年12月8日放送内）『ブラタモリ』（2019年12月7日放送内）では賢治の代表作として紹介されている。

## 銀河鉄道の夜から影響を受けたもの

### 作品
- 音楽ファンタジーゆめの「スラブ舞曲」
- 銀河鉄道999（松本零士の漫画およびテレビアニメ）
- ドラえもん（藤子・F・不二雄の漫画）短編作品「天の川鉄道の夜」
  - ドラえもん のび太と銀河超特急 （上記作品を原案とした漫画及びアニメ映画）
- 銀河鉄道の夜（ZABADAKの曲。同作曲者による作品「Prologue」のアレンジ）
  - エピロヲグ～銀河鉄道の夜～ （ZABADAKの曲。上記楽曲同様「Prologure」のアレンジ）
- 銀河鉄道の夜（GOING STEADYの歌）
  - 銀河鉄道の夜 第二章〜ジョバンニに伝えよここにいるよと （銀杏BOYZの歌。上記楽曲のリアレンジ）
- トロンボーン4重奏のための五章「ケンタウル祭の夜に」〜宮澤賢治「銀河鉄道の夜」によせて〜（建部知弘の楽曲）
- 銀河鉄道の夜のような夜（ラーメンズのコント）
- TBSブリタニカ発行の『世界子供百科』（1972年）に付録の2枚組ピクチャーLPアルバム『音楽ってたのしいな』の2枚目B面に収録された、シンセサイザーを用いた冨田勲作曲演奏による「こどものための交響詩－銀河鉄道の夜」。※モーグ・シンセサイザーを用いて作られた冨田勲の最も初期の作品。
- LPレコード『冨田勲の世界』（1977年）の中で、過去にTBSブリタニカ『世界子供百科』（1972年）の付録LPに含めたシンセサイザー制作による『こどものための交響詩－銀河鉄道の夜』を部分的に再構成して収録。
- 「イーハトーヴ交響曲」(冨田勲作曲の独唱＋合唱付きのオーケストラ演奏曲、初演2012年) 中の第5楽章「銀河鉄道の夜」※ ラフマニノフの交響曲第2の旋律も引用している。
- 吉松隆の楽曲 吉松は天文に造詣が深いことや家族の境遇で、宮沢賢治との共通点がある。
  - 「アルビレオ・モード」: 須川展也の委嘱によるソプラノ・サクソフォーン協奏曲。2つの楽章からなり、第1楽章「トパーズ」、第2楽章「サファイア」の命名は「アルビレオの観測所」を意識したもの。2005年4月29日、ザ・シンフォニーホールにて初演。
  - 「KENJI～宮澤賢治によせる」 : 舘野泉の委嘱による左手ピアノ、語り、チェロの作品。2015年6月3日、東京オペラシティにて初演。
- 中島みゆき：「夜会」VOL.13「24時着 0時発」、および、VOL.14「24時着 00時発」
- 半分の月がのぼる空（橋本紡のライトノベル）
- カムパネルラ（sasakure.UKの楽曲）
- 銀河鉄道の夜 (伊東歌詞太郎の楽曲)
- テイク 5（宇多田ヒカルの楽曲）
- レティクル座行超特急[44]（筋肉少女帯の楽曲）
- ARIA（天野こずえの漫画）
- 『劇場版 "文学少女"』（野村美月原作のライトノベル“文学少女”シリーズの劇場上映版[45]）
- 輪るピングドラム（日本のテレビアニメ作品）
- 銀河鉄道の恋人たち ： 大橋喜一による戯曲 ： 広島の街、「銀河鉄道の夜」がきっかけで知り合った、とし江と五郎。しかし、幼児期の被爆が原因で五郎には死期が迫っていた。最後の夜、恋人たちは悲愴で幻想的な銀河鉄道の旅に立つ。
- 疾風伝説 特攻の拓：（原作：佐木飛朗斗、作画：所十三）天羽 時貞の死で浅川拓が銀河鉄道の夜の一部、サソリの火の一節を思い出している[46]。
- なのはな －幻想『銀河鉄道の夜』（萩尾望都の漫画） ： 東日本大震災とそれによって引き起こされた福島第一原子力発電所事故を題材として描かれた短編作品「なのはな」の単行本化の際に、続編として『銀河鉄道の夜』と『ひかりの素足』とのコラボで描き下ろされた作品
- 「声に出して歌いたい日本文学 <Medley>」（桑田佳祐の楽曲） ： 元々は自身の番組「桑田佳祐の音楽寅さん」の企画から生まれたものだったが、好評だったためCD化された。この話を含むさまざまな日本文学にメロディをつけている。
- 素晴らしき日々 〜不連続存在〜（ケロQ制作のアダルトゲーム）
- ピアノ協奏曲第1番“蠍火”：Virkato（beatmania IIDXの11 IIDX REDに収録された曲。題名は『蠍の火』から取られている。）
- ジョバンニの島（アニメ映画）
- 銀河鉄道の彼方に（高橋源一郎の小説）[47]
- 長野まゆみによる生誕100年記念作品の「賢治先生」、「カンパネルラ」「銀河電燈譜」など。
- 『ウルトラQ』第28話「あけてくれ！」
- 放課後のプレアデス（日本のテレビアニメ作品）
- キョロちゃん (アニメ) 第33話「銀河特急でGO! 」
- 千分の一夜物語 スターライト (あまざらしの小説)(2014年9月9日にこの小説の朗読を交えたライブが行われた。翌年の4月4日、4月29日にアンコール公演が行われた。)
- スターライト (amazarashiの楽曲)
- 銀河ステーション(2016,豊崎愛生の楽曲) ： 作詞をコトリンゴ、作曲・編曲をmitoが手がけた、『銀河鉄道の夜』をモチーフに作られた楽曲。同小説が好きな声優・豊崎愛生が歌う。自身の3rdアルバム『all time Lovin'』(2016)の1曲目に収録されている。
- マギアレコード 魔法少女まどか☆マギカ外伝（スマートフォン向けRPG）：一部設定に本作品を始めとする宮沢賢治作品に登場する人名や用語が用いられている。
- 偽装不倫（東村アキコの日本の漫画でテレビドラマ化）：一部の登場人物の名前や本作品の本など登場する。主人公の出身地が岩手県。
- 「銀河鉄道の夜」~Acoustic Live Version ：はたけやま裕のアルバム。
- 「千と千尋の神隠し」宮崎駿、インタービュー記事および、評論家、岡田斗司夫さんニコニコゼミ#307より
- カムパネルラ(米津玄師の楽曲)
- 「Express feat. Silla (múm)」MV（HIDETAKE TAKAYAMAの楽曲にもとづいた森江康太のミュージックビデオ）
- Music Theater Express（吉田武寛脚本・演出による舞台）
- 「銀河鉄道」BUMP OF CHICKENの楽曲。
- 銀河鉄道の朝（辻真先の小説で「迷犬ルパン・スペシャル」シリーズの内の一作）
- 銀河鉄道の夜に Lyrical Lilyの楽曲。
- 人類は衰退しました[注釈 10]
- 崩壊:スターレイル
- 「Giovanni」 BAND-MAIDの楽曲。4thアルバム『Unseen World』（2021年）に収録。
- 舞台「オールナイトニッポン55周年記念公演 宮沢賢治「銀河鉄道の夜」より『たぶんこれ銀河鉄道の夜』〜The Night of the Milky Way Train（right?）〜」2023年3月17日 - 4月2日にかけて公演。ニッポン放送とヨーロッパ企画によって企画されたエンタメ舞台シリーズの第3弾でオールナイトニッポン55周年記念舞台ともなっている。
  - 脚本・演出：上田誠 （ヨーロッパ企画）
  - 企画・制作：ニッポン放送
- 『いのちが見たい（feat. 重音テト）』：ぬゆりの楽曲

### 命名
- 銀河ドリームライン釜石線

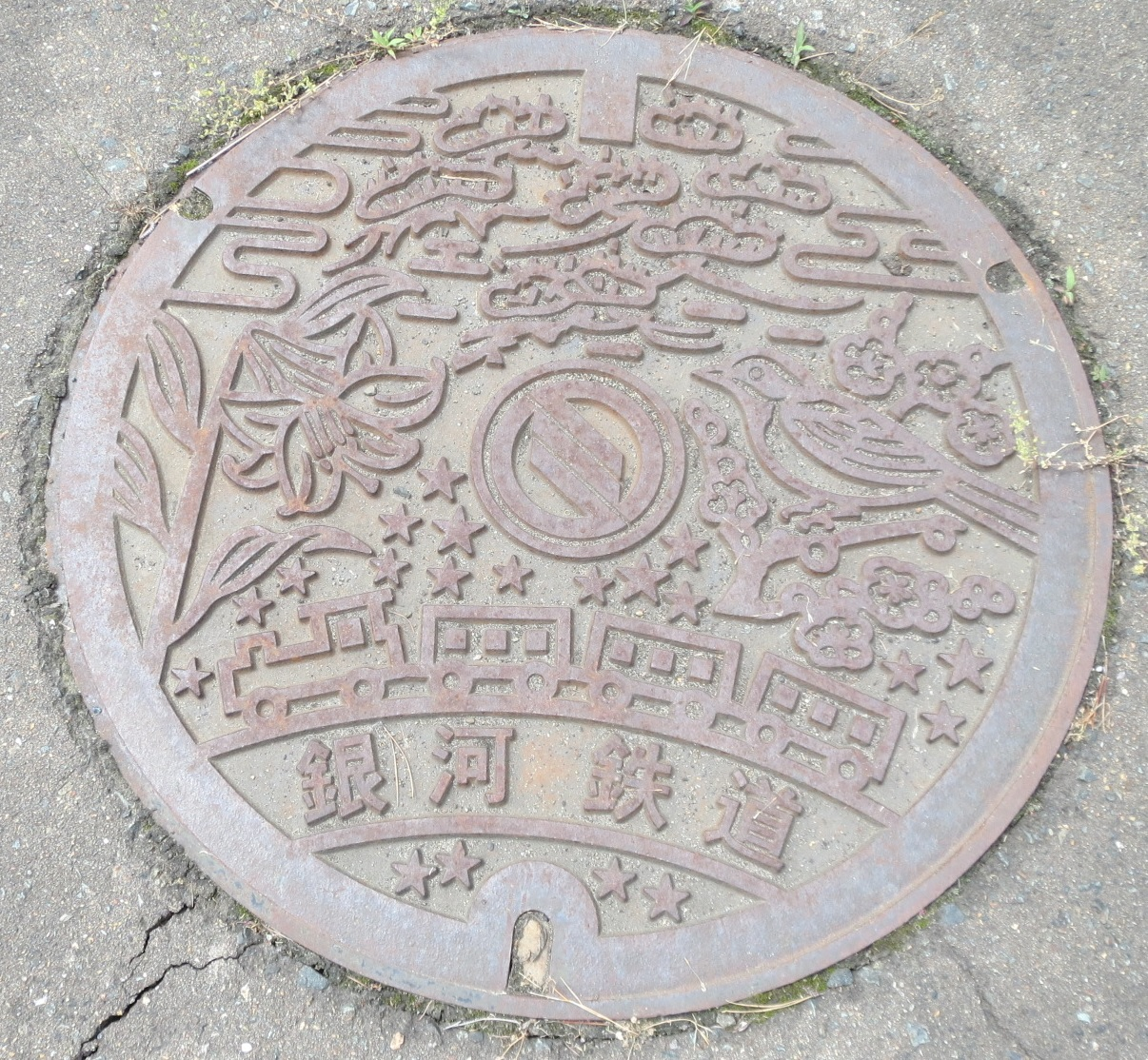
「銀河鉄道」と刻印されたマンホール

  - 釜石線が通過する宮守橋梁付近には「銀河鉄道」と刻印されたマンホールがある。
- カンパネルラ田野畑
- 銀河鉄道展望公園（山梨県韮崎市：賢治の親友、保坂嘉内の故郷）
- IGRいわて銀河鉄道[49]
- コールサック社（詩の出版社）